# Lutherhof (Greifswald)

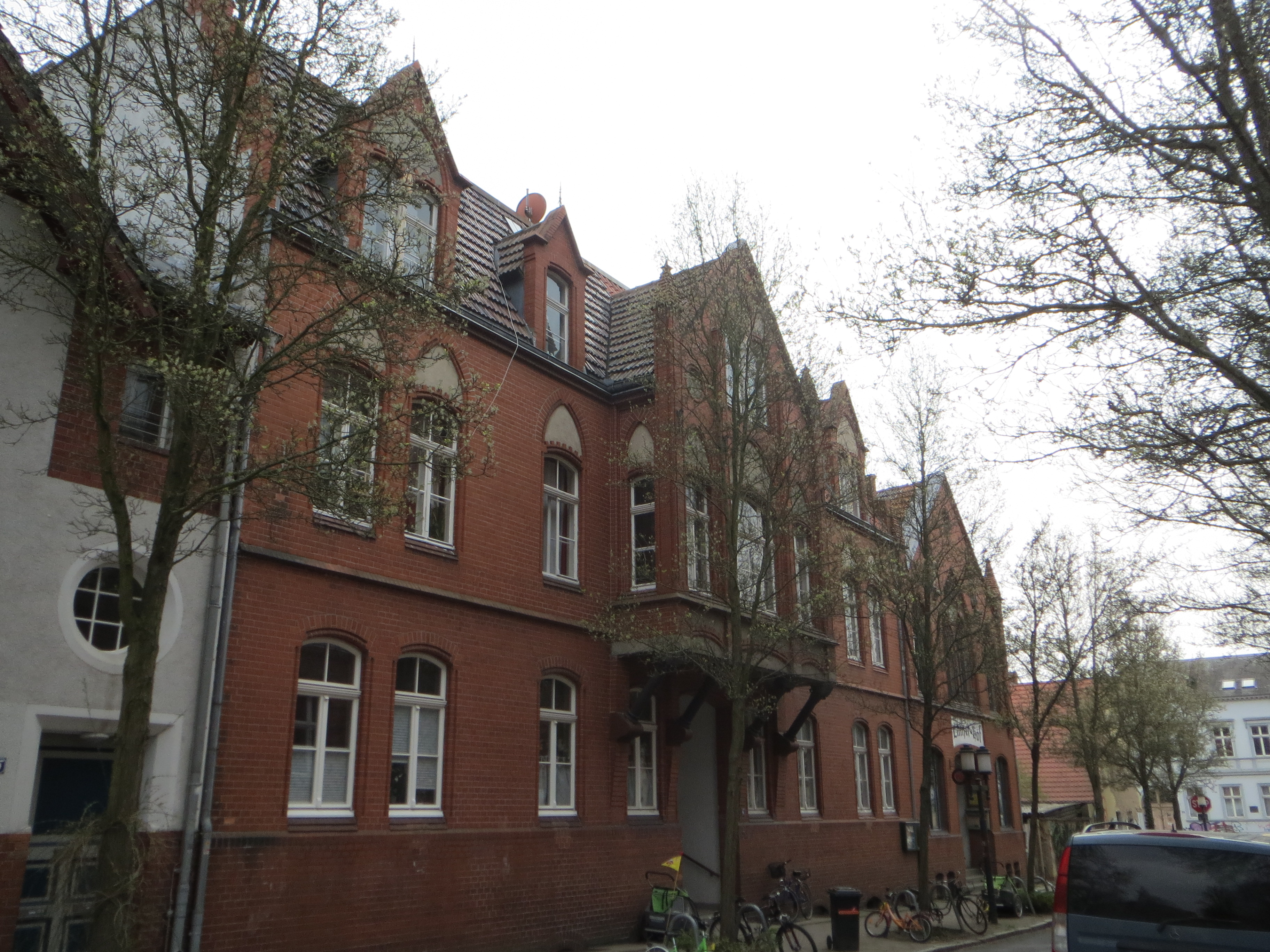
Lutherhof, 2014

Der Lutherhof ist ein denkmalgeschützter Gebäudekomplex in der Greifswalder Martin-Luther-Straße 8.

## Geschichte und Nutzung

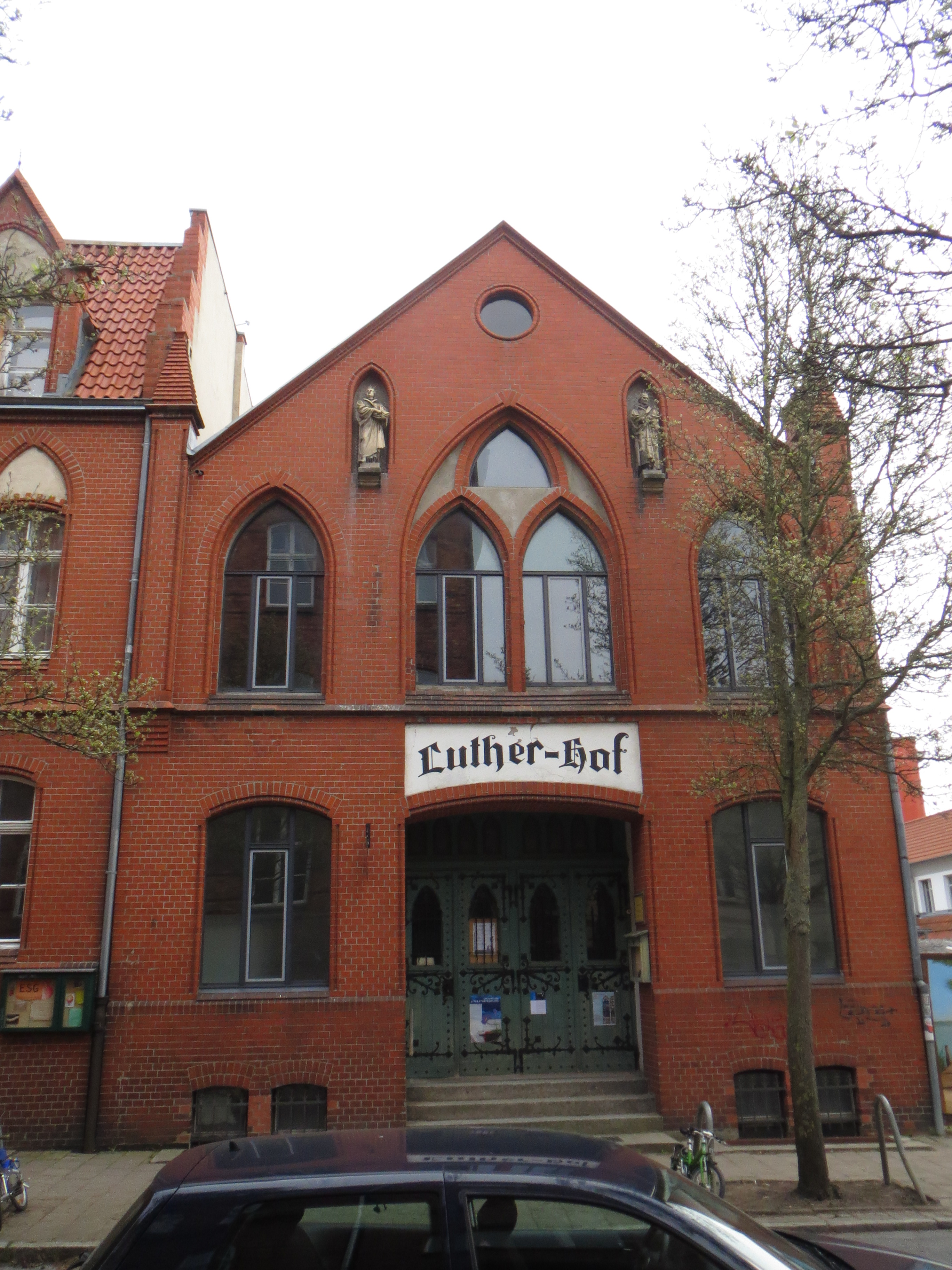
Lutherhof, Saalgebäude, 2014

Der Lutherhof entstand als Gemeindehaus mit Wohnungen, Gemeinderäumen und einem Saal. Der Entwurf stammte von dem Berliner Architekten August Orth; es war einer der letzten Entwürfe Orths. Seine Backstein-Architektur steht zwischen später Neugotik und beginnender Heimatschutzarchitektur. Er schuf einen neunachsigen, zweigeschossigen Bau mit neugotischer Fassade und Mansarddach. An der rechten Seite schließt sich ein dreiachsiger, giebelständiger Saalbau mit der Lutherhalle an. Die Empore des großen Saals wurde später zu einem eigenen kleinen Saal umgebaut. Die Fassade zeichnet sich durch Wechsel von Putzfeldern und Backsteinpartien aus. Im Wohnbereich gliedert ein Erker mit eisernen Konsolstützen die Fassade. Über dem Saaleingang weist eine Inschrift Luther-Hof und Terrakotta-Statuen von Martin Luther und Philipp Melanchthon der Tonwarenfabrik Ernst March Söhne in Berlin-Charlottenburg auf die Bestimmung des Gebäudes hin. Kräftige schmiedeeiserne Türbeschläge zitieren mittelalterliche Handwerkstradition. Eine heitere, geradezu malerische Wirkung geht von der reichen und differenzierten Fassadengestaltung aus.
Am 3. Juni 1901 fand die Einweihung durch den pommerschen Generalsuperintendenten Heinrich Poetter statt. Mit dem Lutherhof stand nun ein großer Saal für Vorträge und Versammlungen zur Verfügung. Im Kirchenkampf fanden in dem oft überfüllten Saal Versammlungen der Bekennenden Kirche mit Vorträgen von Rudolf Hermann, Karl von Scheven und Martin Niemöller statt. 1934 war er der Schauplatz einer Schleiermacher-Feier von Kirche und Universität. 1935 sprach Dietrich Bonhoeffer im Lutherhof.
1945 diente er als Auffangort für die aus Stettin geflohenen Einrichtungen der Kirchenprovinz Pommern, aus denen die Pommersche Evangelische Kirche entstand, bis das Evangelische Konsistorium Greifswald eigene Räume in der Bahnhofstraße fand. am 9. Oktober 1946 tagte hier die 20. Pommersche Provinzialsynode, die erste nach dem Krieg, und die Synode der Pommerschen Evangelischen Kirche tagte hier bis zur Fertigstellung des Kirchsaals in Züssow 1957. 1989 wurde hier das Neue Forum Greifswald gegründet. 
Ab 2015 wurde der Lutherhof, unter anderem wegen Befalls mit Hausschwamm, umfassend saniert. Die Wiedereinweihung fand am 6. Januar 2018 statt.
Neben den Wohnungen sind die heutigen Nutzer des Lutherhofs die Evangelische Studentengemeinde an der Universität Greifswald, Chöre, Lernkurse sowie im Hofgebäude die von einer Elterninitiative getragene Kindertagesstätte Kinderladen. Der Lutherhof ist Proben- und ein Veranstaltungsort der Greifswalder Bachwoche.

## Orgel

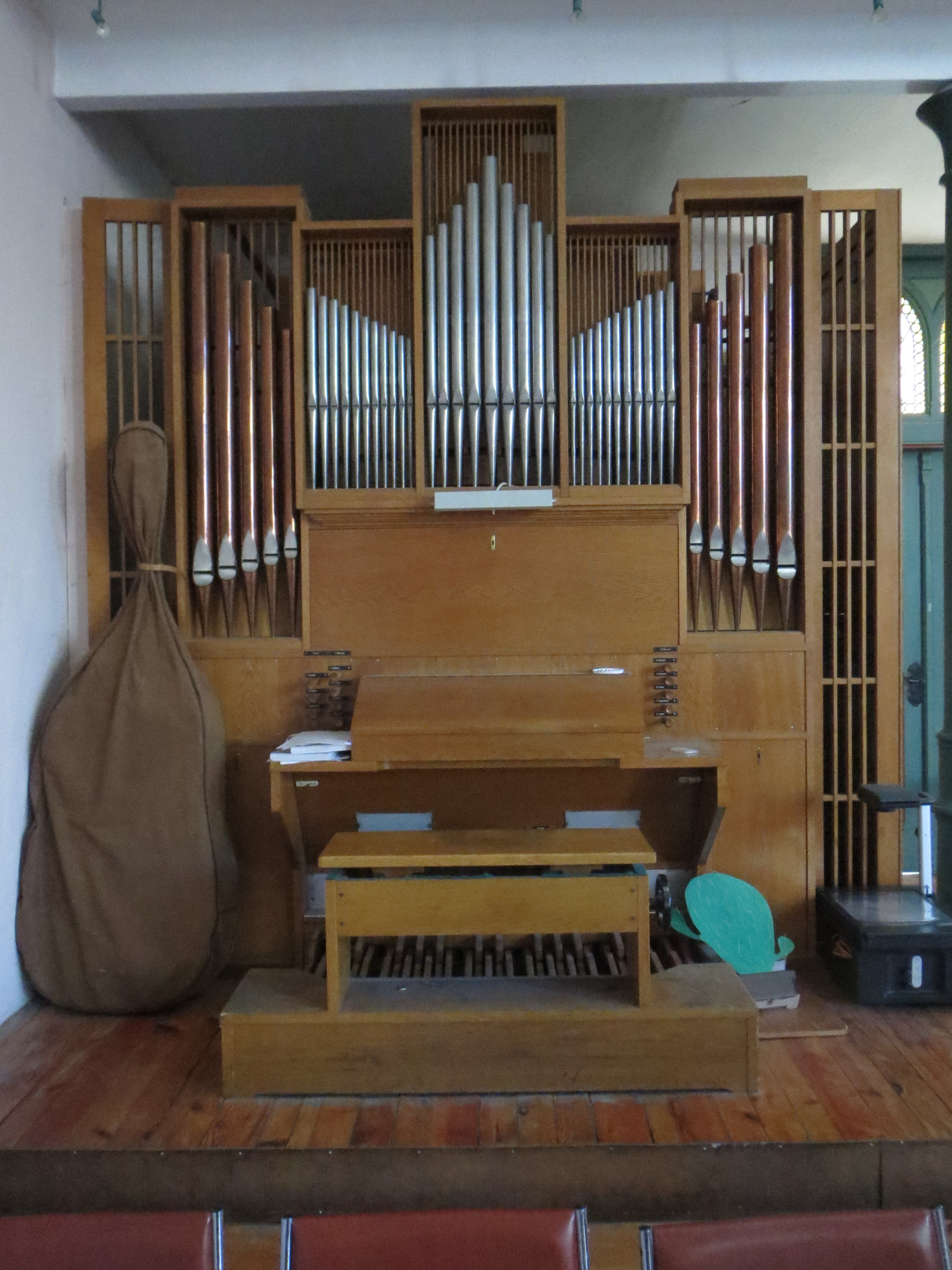
Orgel, 2014

1976 erhielt der Saal im Lutherhof eine Orgel des Orgelbauers Rudolf Böhm aus Gotha. Sie wurde 1999 durch Lothar Banzhaf (Husum) generalüberholt. Die Orgel ist vollmechanisch mit mechanischer Traktur, mechanischem Schleifladen und mechanischer Registertraktur. Sie umfasst zwölf Register auf zwei Manualen und Pedal.
| I Manual |           |    |
| 1.       | Gedackt   | 8′ |
| 2.       | Prinzipal | 4′ |
| 3.       | Waldflöte | 2' |
| 4.       | Mixtur IV |    |

| II Manual (Schweller) |                 |    |
| 5.                    | Rohrflöte       | 8′ |
| 6.                    | Gemshorn        | 4′ |
| 7.                    | Octave          | 2′ |
| 8.                    | Sesquialtera II |    |
| 9.                    | Cymbel III      |    |

| Pedal |             |     |
| 10.   | Subbaß      | 16′ |
| 11.   | Pommer      | 8′  |
| 12.   | Spitzoctave | 4′  |

Koppeln: II/I, I/P, II/P (als Tritte)
Tremulant (als Tritt)
Schweller (als Balance-Tritt)
Anmerkungen
1. ↑  C-H im Prospekt in Kupfer ausgeführt